# أندالي
أندالي، (بالإنجليزية: Andali)، (الإيطالية:Arbëreshë)، هي بلدة صغيرة في مقاطعة كاتانزارو، في منطقة كالابريا، في جنوب إيطاليا، وهي بلدة تقع في بلدة.

## السكان
تطور النمو السكاني لـ أندالي